# Bürgerliches Gesetzbuch
BGB eller Bürgerliches Gesetzbuch er den vigtigste lov i den tyske privatret. Loven er en såkaldt "kodifikation", hvilket betyder, at dens formål er at samle hele privatretslovgivningen i denne lovbog.
Loven blev offentliggjort i 1896 og trådte i kraft den 1. januar 1900. Den er stadigvæk i kraft, og selv om der er blevet vedtaget mange ændringer i løbet af tiden, er dens generelle sprog og struktur ikke blevet ændret meget, hvis man ser bort fra BGBs anden bog, der blev fuldstændig ændret i 2002 (Schuldrechtsmodernisierungsgesetz).

## Historien
Den tyske privatret bygger både på romerske retstraditioner og på gamle tyske retstraditioner, men på grund af Tysklands enkelstatshistorie eksisterede der ingen harmoniseret lovgivning i hele det område, der i dag er Tyskland. Områder, der var blevet besat af Napoleon, havde indført den franske Code civil, mens andre områder havde indført Preussens "Allgemeines preußisches Landrecht", en lovgivning, som prøvede at forklare alle sager, der overhovedet kunne tænkes for at undgå brugen af analogier.
I hele 1800-tallet var spørgsmålet, om der skulle indføres en fælles tysk privatret, meget omstridt, men til sidst vandt tilhængerne af harmoniseringen.
BGB er et produkt af 1800-tallets juridiske forskning, der benyttede sig af den såkaldte pandektistik, den systematiske strukturering af romersk ret. Samtidig baserer lovens indhold sig på de fremherskende liberalistiske idealer, der satte privatautonomien som det vigtigste udgangspunkt i privatretten.
Alt dette førte til, at det første lovudkast, de såkaldte "Motive", blev kritiseret for at være alt for romerretspræget; samtidig blev det kritiseret for at være meget usocialt. 
Selvom nogle ting blev ændret, er loven i sin generelle udformning stadigvæk meget liberalistisk.
I modsætning til Preussens Landrecht er BGB meget abstrakt, dens formål er at være et fleksibelt værktøj, der kan beskrive alle de privatretlige sager, der kan tænkes. 
Loven er inddelt i fem bøger og har i alt 2385 paragraffer.[kilde mangler] Loven benytter den såkaldte "Klammertechnik", dvs. at bog 1, den almene del, gælder for alle andre dele af bogen.
Den første bog, "Allgemeiner Teil" (almene del) indeholder almene forskrifter, der er gældende for alle privatretsområder, bl.a. kontrakters opståen, forældelsesregler m.v.. 
Bog 2, "Schuldrecht" er inddelt i en almen del samt en særlig del. Den almene del behandler debitorrettens almindelige regler, der er gældende for alle kontrakter, bl.a. erstatningsansvar ved misligholdelse af kontrakten. Den særlige del behandler bl.a. køberetten (fra §433), lejeretten og andre kontraktformer. Desuden er erstatningsansvarsreglerne beskrevet, §823I er det vigtigste ansvarskrav mod forvoldte skader, fx ved trafikuheld. Siden 2002 er også loven mht. almene forretningsbestemmelser, den gamle "AGB-Gesetz", blevet integreret i BGBen. Desuden er mange EU-direktiver blevet inkorporeret i BGB.
Bog nr. 2 er blevet ændret meget i løbet af de sidste par år. Strukturen blev fuldstændig fornyet, således at lovgivningen på dette område indtil 2002 intet har med den nye lovgivning at gøre. Efter at overgangstiden sluttede den 31.12.2004, gælder den nye lovgivning også for gamle kontrakter.
I bog 2 er det BGBs generelle holdning, at her gælder privatautonomien. Derfor kan der afviges fra mange af lovens bestemmelser, men dog ikke erstatningsansvarsreglerne.
Bog 3, "Sachenrecht", er en bog, hvor der ikke er sket mange ændringer siden BGBs introduktion. Bogen behandler ejendomsretten, tinglysning osv. Den væsentligste og samtidig mest komplicerede egenskab ved BGBen er det såkaldte "Abstraktionsprinzip", som skelner mellem ejendommen og købekontrakten. Ejendommen bliver ikke overgivet ved hjælp af en købekontrakt. Den overgår først, når §929f BGB er overholdt. Det er således muligt at miste ejendommen, selvom købekontrakten er ugyldig.
Det er ikke muligt at afvige fra ejendomsreglerne, i modsætning til bog 2 gælder der "Typenzwang", ejendom kan kun opstå og overgives ifølge bog 3`s regler. 
Bog 4, "Familienrecht", handler om familieretten. Bogen er ændret væsentligt siden lovens introduktion, da Grundloven fra 1949 fastslår ligeberettigelsen mellem mand og kvinde (Art 3 III GG), hvilket mange famileretsforeskrifter ikke levede op til. Den tyske lovgivning skelner mellem borgerligt og kirkeligt bryllup, og for at kunne indgå et gyldigt ægteskab, der medfører retsvirkninger af BGBen, er det nødvendigt at blive gift i "Standesamt", således at mange mennesker bliver gift to gange, først i amtet, bagefter i kirken. 
Bog 5, "Erbrecht", behandler arveretten. Arveretten kender ikke det nordiske princip om "uskiftet bo", dog kan dette vedtages ved at skrive et såkaldt "Berliner Testament". Arveretten giver mange friheder. Således er det muligt at udelukke børn fra at arve, dog skal de have en såkaldt pligtdel, som er halvdelen af værdien, de ville få, hvis de måtte arve.
Ud over BGB findes der også andre privatretlige love. For købmænd gælder ud over BGB den såkaldte "HGB", handelsloven. Ellers har man indenfor de sidste år forsøgt at inkorporere så mange love som muligt i BGB'en for at bevare dens betydning som en kodifikation af samtlige privatretlige spørgsmål.
BGB'ens abstrakte sprog og dens nødvendige abstraktion har ført til, at der tit opstår spørgsmål, når loven bliver anvendt på en konkret sag. Derfor indeholder loven paragraffer, der gør det muligt for dommeren at finde loven ud fra almindelige regler, for eksempel §§133, 157, 242 BGB.